# Liu Yuan (Han Zhao)
Liu Yuan (劉淵) (mort el 310), nom de cortesia Yuanhai (元海), formalment Emperador Guangwen de Han (Zhao) (漢(趙)光文帝) va ser l'emperador fundador de l'estat xinès/xiongnu de Zhao anteriors.
Liu Yuan era membre de la noblesa xiongnu, com un descendent de clan reial dels chanyus de Luanti (欒提), que, juntament amb la seva gent, havien estat durant llarg temps vassalls de la Dinastia Han, i dels seus estats successors de Cao Wei i la Dinastia Jin (265-420). En el tardà Cao Wei o inicis de l'època dels Jin, els nobles xiongnu els nobles al·legaven que ells tenien ascendència de la dinastia Han també—a través d'una princesa que s'havia casat amb el primer gran Chanyu, en la història Xiongnu, Modu Shanyu, i que més tard va canviar el seu cognom a Liu, el mateix nom que el del clan imperial Han. El pare de Liu Yuan, Liu Bao, havia estat fill d'un dels últims chanyus, Yufuluo, i el nebot del darrer chanyu Huchuquan (abans que Cao Cao abolís el post en el 216 i dividís els xiongnu en cinc tribus (bu, 部)), i ell tenia el comandament de la Tribu Esquerra (左部). La mare de Liu Yuan, la Dama Huyan, (呼延) semblava ser d'una família noble, i havia estat probablement l'esposa de Liu Bao i no una concubina, encara que això no és clar del tot, encara que altres fonts indiquen que es tractava d'un nom assignat per Cai Wenji. Com totes les cinc tribus s'havien establit al sud de l'actual Shanxi, eixe sembla probable el lloc on Liu Yan va nàixer i es va criar.
| Emperador Guangwen de Han (Zhao)Casa de Liu Mort: 310 | |                         |
| Títols de regnat                                      | |                         |
| VacantÚltim títol en mans deEmperador Gaozu de Han    | Rei de Han 304–308                                                                                           | Succeït per: Ell mateix |
| Precedit per: Ell mateix                              | Emperador de Han Zhao 308–310                                                                                | Succeït per: Liu He     |
| Títols en pretensió                                   | |                         |
| Precedit per: Emperador Hui de Jin                    | — TITULAR — Imperi de la Xina reclamant descendència reial 304–310 Raó pel fracàs succeint: Aixecament Wu Hu | Succeït per: Liu He     |